# 微鳞楼梯草
微鳞楼梯草（学名：Elatostema minutifurfuraceum）是荨麻科楼梯草属的植物，是中国的特有植物。分布于中国大陆的云南等地，生长于海拔1,650米的地区，一般生长在林中阴湿处，目前尚未由人工引种栽培。